# Ludwig Wagner
Ludwig Wagner (18. nebo 28. ledna 1899 Kaunas – 4. července 1967 Západní Německo) byl československý politik německé národnosti a meziválečný poslanec Národního shromáždění za Sudetoněmeckou stranu.

## Biografie
Byl zubním technikem. Od roku 1921 byl členem DNSAP. Po jejím zákazu se přidal roku 1933 k SdP, respektive k její předchůdkyni SHF. Roku 1935 se uvádí jako zubní technik. Bydlel tehdy ve Frymburku.
V parlamentních volbách v roce 1935 se stal poslancem Národního shromáždění. V prosinci 1937 vystoupil z poslaneckého klubu SdP a v dubnu 1938 rezignoval na poslanecký mandát. V parlamentu jej nahradil Josef Kürbel. Z poslaneckého klubu odešel po neshodách s vedením strany.